# Winthemia sexualis
Winthemia sexualis är en tvåvingeart som beskrevs av Charles Howard Curran 1927. Winthemia sexualis ingår i släktet Winthemia och familjen parasitflugor.
Artens utbredningsområde är Puerto Rico. Inga underarter finns listade i Catalogue of Life.